# Дахові нетрі

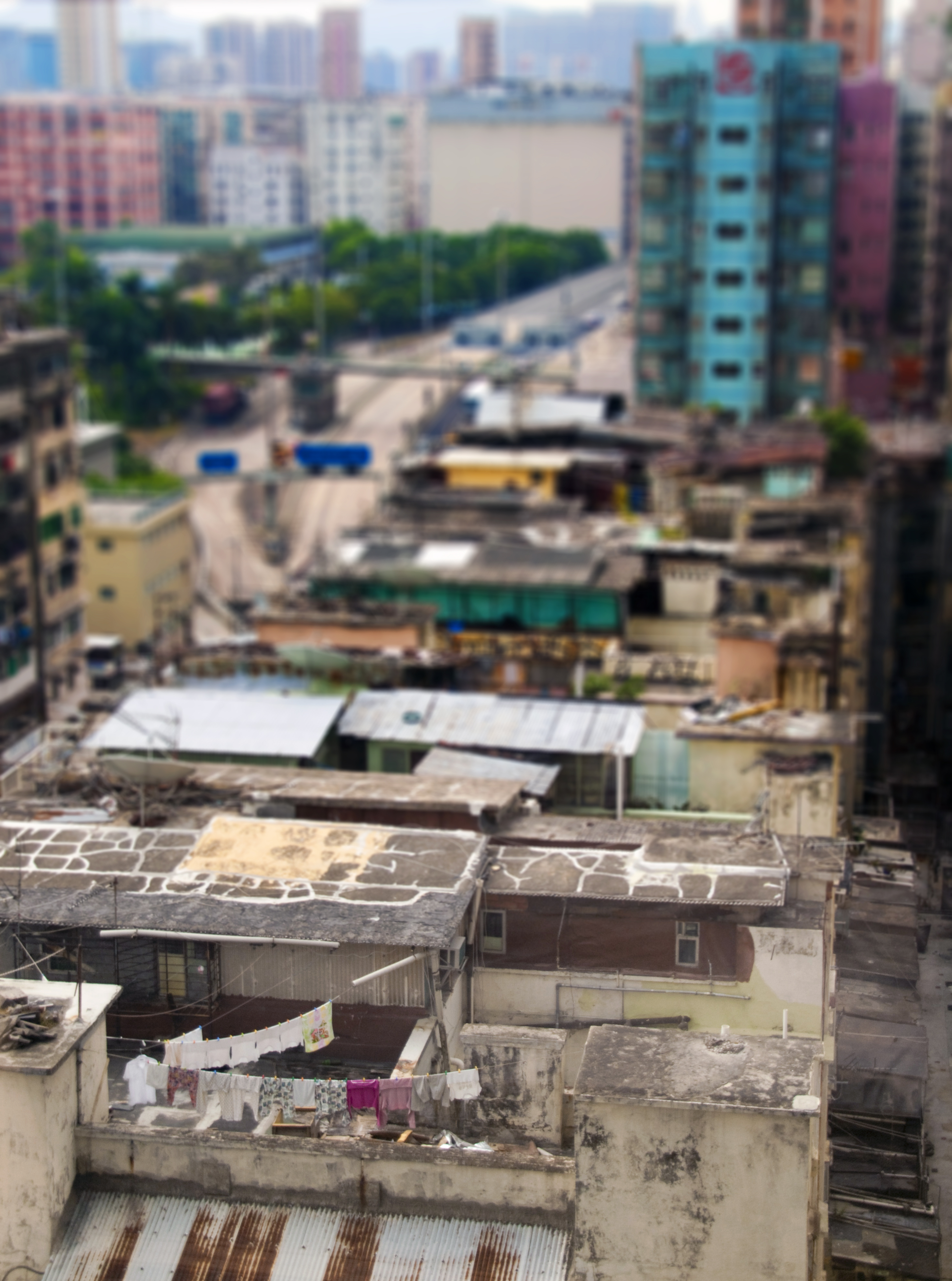
Нетрі на дахах у Коулуні, Гонконг, 2009 рік

Дахові нетрі, або Нетрі на дахах (кит.: 天台屋) — зазвичай незаконне житло на дахах багатоквартирних будинків. У Гонконзі деякі люди не можуть дозволити собі традиційні квартири та змушені роками чекати на доступне державне житло. Тому вони живуть у самовільно зведених халупах на дахах будівель. Згідно з переписом населення Гонконгу, у 2011 році на дахах будинків проживало 47 091 людина, і ця кількість, ймовірно, зменшилася, оскільки райони, де проживає робітничий клас, перебудовуються.

## Контекст
Житлова криза розвинулася в 1950-х і 1960-х роках, коли велика кількість біженців покинула материковий Китай і переїхала до Гонконгу, що створило великий, незадоволений попит на доступне житло та сквотинг на дахах будинків. Перепис населення 1971 року показав, що 27 000 людей проживали в будинках на дахах. У 1956 році, за оцінками, кількість сквотерів у Гонконзі становила 450 000 осіб. Гонконг зараз є одним із найгустонаселеніших місць у світі. Між 2009 і 2014 роками ціни на житлову нерухомість подвоїлися.

## Дахові будинки
Згідно з переписом населення Гонконгу, у 2011 році на дахах будинків проживало 47 091 особа, у 2006 році — 48 570, а у 2001 році — 77 930 осіб. Багато з цих сквотів можна було знайти у старих районах Коулуна: Шам Шуй По, Квун Тонг та Тай Кок Цуй. Наприклад, у будівлі Хой Он у Тай Кок Цуй понад 100 людей жили на даху в халупах. Деякі були зроблені з рудиментарних матеріалів, таких як дерево, інші були побудовані більш надійно з цегляними стінами та кондиціонерами.
Дахові будинки, побудовані на дахах багатоквартирних будинків з 1950-х і 1960-х років, зазвичай мають площу від 97 до 301 квадратний фут (9,0 до 28,0 м2) Станом на 2011 рік їх регулярно продавали на сірому ринку приблизно за 50 000 гонконзьких доларів. Халупи контрастують із легальними квартирами Гонконгу, «найдорожчого розкішного міста світу». Багато людей живуть у будинках на дахах понад 30 років. Нові мешканці таких дахових будинків переважно походять з інших азійських країн, таких як Непал чи Пакистан, або з материкового Китаю.
Соціальний працівник Се Лай-Шань з Товариства громадської організації коментує:
Уряд мало що знає про це і не намагається дізнатися, тому що у них немає політики переселення цих людей […] Вони не хочуть зробити їх [мешканців даху] бездомними, тому вони дозволяють їм залишатися. — Се Лай Шань
Останнім часом кількість незаконного житла різко скоротилася, оскільки райони робітничого класу Гонконгу перебудовуються. Однак станом на 2011 рік у списку черги на державне житло все ще перебувало понад 300 000 осіб, і щороку будувалося лише 15 000 нових квартир. Коли мешканців дахів виселяють, вони можуть отримати від забудовників компенсацію від 10 000 до 100 000 гонконзьких доларів, або ж їхні хатини можуть просто спалити. Якщо їм пропонують державне житло, то це може бути на островах, віддалених від місця їхньої роботи та шкіл, де навчаються діти.